# Lennard Hofstede
Lennard Hofstede, né le 29 décembre 1994 à Poeldijk, est un coureur cycliste néerlandais, professionnel de 2013 à 2023.

## Biographie
Au mois d'aout 2020, il se classe dix-septième du championnat des Pays-Bas sur route.
Il arrête sa carrière fin 2023 à cause de problèmes physiques persistant

## Palmarès et classements mondiaux

### Palmarès
- 2012
  - 1re étape des Trois Jours d'Axel
  - 3e du Grand Prix Général Patton
- 2015
  - 3e du Trophée Almar
- 2016
  - Rhône-Alpes Isère Tour :
    - Classement général
    - 2e étape

  - 3e du Tour de Bretagne

### Résultats sur les grands tours

#### Tour d'Italie
1 participation
- 2018 : 144e

#### Tour d'Espagne
4 participations
- 2017 : abandon (12e étape)
- 2019 : 152e
- 2020 : 51e
- 2021 : 128e

### Classements mondiaux
| Année                                 | 2015 | 2016 | 2017 | 2018 | 2019  | 2020 |
| ------------------------------------- | ---- | ---- | ---- | ---- | ----- | ---- |
| UCI World Tour                        |      | nc   | 299e | nc   |       |      |
| Classement mondial                    |      | 665e | 523e | nc   | 1886e | 952e |
| UCI Europe Tour                       | 485e | 412e | 381e | nc   | 1244e | 745e |
|                                       |      |      |      |      |       |      |
| Légende : nc = non classéSource : UCI |      |      |      |      |       |      |